# The Dead Billies
The Dead Billies foi uma banda de psychobilly baiana formada em 1991 com a maioria das suas letras em inglês, a banda encerrou suas atividades em 2001 mas suas músicas e composições são presença obrigatória em qualquer lista dos discos mais importantes do rock baiano.
Após o fim da banda, Morotó, Rex e Joe criaram a Retrofoguetes e Moscka formou o grupo Teclas Pretas e um pouco mais tarde, a Glauberovsky Orchestra.

## Discografia

### Álbuns e EPs
| # | Título                                | Ano  |
| - | ------------------------------------- | ---- |
| 1 | Coffin Bop (demo)                     | 1995 |
| 2 | Don’t mess with…The Dead Billies (EP) | 1996 |
| 3 | Heartfelt Sessions                    | 1999 |